# کوندورکاچا
کوندورکاچا (به اسپانیایی: Condorcacha) یک کوه در پرو است. کوندورکاچا ۵٬۲۰۰ متر بالاتر از سطح دریا واقع شده‌است.